# Arhitectura informațională
Arhitectura informațională (IA) este designul structural al mediilor de informații partajate; arta și știința organizării și etichetării site-urilor web, a intraneturilor, a comunităților online și a software-ului pentru a sprijini utilizabilitatea și găsirea; și o comunitate emergentă de practică axată pe aducerea principiilor designului, arhitecturii și științei informației în peisajul digital. De obicei, aceasta implică un model sau concept de informație care este utilizat și aplicat activităților care necesită detalii explicite ale sistemelor de informații complexe. Aceste activități includ sisteme de bibliotecă și dezvoltare de baze de date.
Arhitectura informațională este considerată a fi fondată de Richard Saul Wurman. Astăzi există o rețea din ce în ce mai mare de specialiști în IA activi care constituie Institutul de Arhitectură a Informației.